# Episodi di Blood Ties (prima stagione)
La prima stagione della serie televisiva Blood Ties è stata trasmessa in prima visione negli Stati Uniti dall'11 marzo al 20 maggio 2007 su Lifetime.
In Italia la stagione è stata trasmessa dal 12 ottobre al 28 dicembre 2007 su AXN.
| nº | Titolo originale    | Titolo italiano                | Prima TV USA   | Prima TV Italia  |
| -- | ------------------- | ------------------------------ | -------------- | ---------------- |
| 1  | Blood Price: part 1 | Il prezzo del sangue: 1ª parte | 11 marzo 2007  | 12 ottobre 2007  |
| 2  | Blood Price: part 2 | Il prezzo del sangue: 2ª parte | 11 marzo 2007  | 19 ottobre 2007  |
| 3  | Bad JuJu            | La regina degli zombie         | 18 marzo 2007  | 26 ottobre 2007  |
| 4  | Gifted              | Il dono                        | 25 marzo 2007  | 2 novembre 2007  |
| 5  | Deadly Departed     | La magia della morte           | 1º aprile 2007 | 9 novembre 2007  |
| 6  | Love Hurts          | Demoni d'amore                 | 8 aprile 2007  | 16 novembre 2007 |
| 7  | Heart of Ice        | Cuore di ghiaccio              | 15 aprile 2007 | 23 novembre 2007 |
| 8  | Heart of Fire       | L'inquisitore                  | 22 aprile 2007 | 30 novembre 2007 |
| 9  | Stone Cold          | Pietrificati                   | 29 aprile 2007 | 7 dicembre 2007  |
| 10 | Necrodrome          | L'arena dei morti viventi      | 6 maggio 2007  | 14 dicembre 2007 |
| 11 | Post Partum         | Elfi malvagi                   | 13 maggio 2007 | 21 dicembre 2007 |
| 12 | Norman              | Il ritorno del demone          | 20 maggio 2007 | 28 dicembre 2007 |